# Rancho Mirage
Rancho Mirage és una població dels Estats Units a l'estat de Califòrnia. Segons el cens del 2000 tenia 13.249 habitants.

## Demografia
Segons el cens del 2000, Rancho Mirage tenia 13.249 habitants, 6.813 habitatges, i 4.074 famílies. La densitat de població era de 210,4 habitants/km².
Dels 6.813 habitatges en un 10,5% hi vivien nens de menys de 18 anys, en un 52,9% hi vivien parelles casades, en un 5,2% dones solteres, i en un 40,2% no eren unitats familiars. En el 32,3% dels habitatges hi vivien persones soles el 19,8% de les quals corresponia a persones de 65 anys o més que vivien soles. El nombre mitjà de persones vivint en cada habitatge era d'1,92 i el nombre mitjà de persones que vivien en cada família era de 2,36.
Per edats la població es repartia de la següent manera: un 10,3% tenia menys de 18 anys, un 2,7% entre 18 i 24, un 14% entre 25 i 44, un 30% de 45 a 60 i un 43% 65 anys o més.
L'edat mediana era de 61 anys. Per cada 100 dones de 18 o més anys hi havia 91,1 homes.
La renda mediana per habitatge era de 59.826 $ i la renda mediana per família de 78.384 $. Els homes tenien una renda mediana de 50.027 $ mentre que les dones 36.529 $. La renda per capita de la població era de 58.603 $. Entorn del 4,4% de les famílies i el 5,9% de la població estaven per davall del llindar de pobresa.

## Poblacions més properes
El següent diagrama mostra les poblacions més properes.